# Robert Göbl
Robert Göbl (ur. 4 sierpnia 1919 w Wiedniu, zm. 8 grudnia 1997 tamże) – austriacki numizmatyk, badacz i wykładowca akademicki, znawca mennictwa starożytnego.

## Życiorys
Podczas wojny służył jako oficer w hitlerowskim Wehrmachcie i dostał się do niewoli. Po powrocie z niej (1947), podjął na Uniwersytecie Wiedeńskim studia w zakresie historii starożytnej, antycznej numizmatyki i archeologii klasycznej. Specjalizując się w numizmatyce rzymskiej, był uczniem wybitnego badacza Karla Pinka, który wywarł decydujący wpływ na jego metodykę badań i kierunek późniejszych działań naukowych. Studia ukończył już w 1950, uzyskując dyplom na podstawie pracy Numismatisch-historische Untersuchungen zur Geschichte der Kaiser Valerianus und Gallienus. W 1953 został zatrudniony jako wyspecjalizowany numizmatyk w renomowanym wiedeńskim domu aukcyjnym Dorotheum. 
Drugi obszar jego zainteresowań, studiów i badań stanowiła przedislamska historia krajów Azji Środkowej, czego wynikiem była opublikowana w 1954 praca Aufbau der Münzprägung des Sasanidenstaates. Na jej podstawie uzyskał habilitację w 1955, a w 1962 na zlecenie UNESCO odbył misję w Afganistanie, gdzie zajmował się porządkowaniem zbioru sasanidzkich monet z muzeum w Kabulu. Jeszcze inny zakres jego prac w dziedzinie antycznej numizmatyki stanowiło badanie mennictwa Celtów, zwłaszcza pochodzącego ze znalezisk na ziemiach dzisiejszej Austrii. 
W 1965 otrzymał tytuł profesora nadzwyczajnego stołecznej uczelni, a w 1971 Uniwersytet Wiedeński powołał go na kierownika katedry numizmatyki i historii przedislamskiej Azji Środkowej. Powierzono mu też funkcję kierowania Instytutem Numizmatyki Starożytnej (Institut für Antike Numismatik), którą pełnił do 1987 roku, rozwijając tę placówkę i podnosząc ją do rangi międzynarodowego centrum badań numizmatycznych. W latach 1970–1997 stał na czele powołanej przez siebie Komisji Numizmatycznej Austriackiej Akademii Nauk. Od 1963 był członkiem korespondentem, a od 1971 członkiem rzeczywistym Austriackiej Akademii Nauk (ÖAW). W 1981 został laureatem akademickiej Nagrody im. Wilhelma Hartla.
Do jego czołowych uczniów należą Michael Alram, Günther Dembski, Alexander Ruske.

## Wybrane publikacje
- Dokumente zur Geschichte der iranischen Hunnen in Baktrien und Indien (4 tomy). Harrassowitz, Wiesbaden 1967
- Regalianus und Dryantilla. Dokumentation. Münzen, Texte, Epigraphisches. Böhlau, Graz-Wien-Köln 1970
- Sasanidische Numismatik. Klinkhardt und Biermann, Braunschweig 1968 (ang. wersja: Sasanian Numismatics, Braunschweig 1971)
- Ostkeltischer Typenatlas. Klinkhardt und Biermann, Braunschweig 1973
- Typologie und Chronologie der keltischen Münzprägung in Noricum. Verlag der Österreichischen Akademie der Wissenschaften, Wien 1973
- Antike Numismatik (2 tomy). Battenberg, München 1978
- System und Chronologie der Münzprägung des Kušānreiches. Verlag der Österreichischen Akademie der Wissenschaften, Wien 1984
- Numismatik. Grundriss und wissenschaftliches System. Battenberg, München 1987
- Grabungen im Legionslager Carnuntum 1968–1978. Verlag der Österreichischen Akademie der Wissenschaften, Wien 1987
- Münzprägung und Geldverkehr der Kelten in Österreich. Verlag der Österreichischen Akademie der Wissenschaften, Wien 1992
- Die Münzprägung des Kaisers Aurelianus (270-275). Verlag der Österreichischen Akademie der Wissenschaften, Wien 1993
- Die Münzprägung der Kaiser Valerianus I., Gallienus, Saloninus (253/268), Regalianus (260) und Macrianus, Quietus (260/262). Verlag der Österreichischen Akademie der Wissenschaften, Wien 2000